# Kpagouda
Kpagouda est une ville togolaise située dans la région de la Kara. Sa population est estimée à 7 686 habitants en 2005.

## Géographie
Kpagouda est située à environ 30 km au nord-est de Kara.